# عبد الوهاب سلطان
عبد الوهاب سلطان ممثل كويتي .

## عن حياته
يعتبر عبد الوهاب سلطان من الأوائل الممثلين في الكويت حيث كان يمثل في المسرح المدرسي مع الفنان عبد الحسين عبد الرضا عندما كانوا طلاب في المدرسة.

## من أعماله

### المسلسلات
- قاتل اخيه

### سهرات تلفزيونية
- الأيدي الخشنه
- شيء ينقصني
- لعبة القدر

### المسرحيات
- استارثوني وأنا حي
- صقر قريش
- ابن جلا

## روابط خارجية
- عبد الوهاب سلطان على موقع قاعدة بيانات الأفلام العربية